# یواس‌اس آپاچی (۱۸۸۹)
یواس‌اس آپاچی (۱۸۸۹) (به انگلیسی: USS Apache (1889)) یک کشتی بود که طول آن ۱۴۱ فوت ۶ اینچ (۴۳٫۱۳ متر) بود. این کشتی در سال ۱۸۸۹ ساخته شد.